# Страукагёйнг
Страукагёйнг (исл. Strákagöng; слушатьо файле) — автомобильный тоннель, проложенный под горой Страукар в регионе Нордюрланд-Вестра на севере Исландии. Является частью дороги Сиглюфьярдарвегюр. Тоннель бесплатный.

## Характеристика
Расположенный в 5 км к северу от города Сиглюфьордюр в регионе Нордюрланд-Вестра, тоннель Страукагёйнг был открыт для движения 10 ноября 1967 года. Его общая длина около 830 метров, из которых 793 метра находятся под горой и около 37 метров это бетонные защитные туннели и порталы. Тоннель вырыт в скальной породе горой Страукар. Через тоннель проходит участок дороги Сиглюфьярдарвегюр, связывающая много отдалённых населённых пунктов на севере Исландии.
Постройка Страукагёйнг значительно облегчали доступ к городу Сиглюфьордюр, так как хотя ведущая к нему дорога Сиглюфьярдарвегюр была проложена в 1946 году, но из-за сложностей движения в зимний период (с октября по май) по 630-метровому перевалу через Страукар, период транспортной доступности Сиглюфьордюр длился всего четыре-пять месяцев в году.
Тоннель шириной 6 м на уровне дороги и высотой около 4,5 м состоит из одной галереи, движение осуществлялось по одной полосе шириной 3,5 м. Южный портал имеет профиль в виде симметричного знака ᑎ, а северный в виде П Продольный уклон составляет около 2 % в сторону северного портала. В тоннеле четыре ниши для разъезда. Работа тоннеля часто зависит от погодных условий, так как в зимний период подъезды к порталам иногда заносит многометровым слоем снега.